# Karlskron
Karlskron är en kommun och ort i Landkreis Neuburg-Schrobenhausen i Regierungsbezirk Oberbayern i förbundslandet Bayern i Tyskland.